# Superstar K
Superstar K er et sydkoreansk tv-talentshow udsendt af Mnet. Showet havde premiere i 2009.